# 管理栄養士学科
管理栄養士学科（かんりえいようしがっか）は、大学等において主に管理栄養士養成を目的とし、栄養学や保健学などに関する知識と技術を修得、また研究・開発する学問の学科のことである。

## 概要
- 大学学部課程において、管理栄養士養成施設がある。本養成施設を卒業すると栄養士の資格が与えられると同時に管理栄養士国家試験受験資格が与えられるカリキュラムを組んでいる大学が大半である。
- 管理栄養士養成という目的以外にも、大学では栄養学、保健学、家政学、養護教諭養成など多岐に渡る分野の学問研究が行われている。
- 類似学科に栄養学科があるが、これは栄養学の学問研究を主としており「専門資格養成」という側面は管理栄養士学科と比べると強くない。もちろん栄養学科の中には管理栄養士養成を目的としている学科もある。

## 管理栄養士学科のある主な学校
- 鎌倉女子大学家政学部
- 吉祥寺二葉栄養調理専門職学校
- 東京栄養食糧専門学校
- 北陸食育フードカレッジ